# Українська культура і наука в Російській імперії
Українська культура в Російській імперії — періоду XVIII–XX ст. розвивалась за суперечливих умов. 
З одного боку можна відзначити меценатську діяльність багатьох гетьманів України цього періоду, зокрема І. Мазепи, Д. Апостола та інших. Їхня діяльність дала поштовх для розвитку багатьох галузей науки та культури. З іншого — руйнівним чинником для української культури була великодержавницька політика російського царизму —  ліквідація посади гетьмана 1764 року, зруйнування Січі Катериною ІІ, скасування територіально - адміністративного устрою Гетьманщини 1783 року, впровадження кріпосного права на Лівобережжі тощо. Проте XVIII сторіччя позначилося діяльністю таких відомих осіб як Григорій Сковорода, відомого філософа України, Шеделя, Ковніра — знаних архітекторів, які створили визначні шедеври української барокової архітектури, Д.Туптала, Л.Мацієвича — відомих літераторів. Культура 18 століття заклала початок для розвитку справжньої української національної культури.
Для культури XIX сторіччя визначальним є подальший наступ на українську культуру, зросійщення яке посилилось після польського повстання 1830 року та полягало в забороні вживання української мови, в забороні друкування та розповсюдження книжок українською. Русифікація торкнулася всіх сфер культурного життя України - від літератури і театру (було заборонено вистави українською) до архітектури. Але, багато хто вважає, що саме XIX сторіччя було найголовнішим періодом у розвитку української культури: саме в цей час відбувається утворення української літературної мови (цьому поклав початок І.Котляревський), під впливом ідей товариств декабристів в Україні та програм "Кирило-Мефодїївського братства" відбувається постання національної ідеї українського народу, національної свідомості. Цьому сприяла діяльність та творчість видатного українського письменника, громадського та політичного діяча Тараса Шевченка. Завдяки діяльності багатьох науковців, відбувається становлення української науки. Театр набуває рис національного українського, завдяки діяльності таких митців як Івана Карпенко-Карого,  Семена Гулака-Артемовського, Марка Кропивницького та інших. В ці часи були написані твори, які стали класикою української літератури.
Під впливом піднесення національно-визвольного руху на початку 20 сторіччя помітно урізноманітнилася тематика української літератури. Письменники все гостріше висловлювали своє ставлення до соціальних проблем. Вони не обмежувалися лише описом життя людей, а й змальовували боротьбу мас із самодержавним ладом, викривали його нездатність керувати країною. Прикладом реалістичного підходу у відтворенні тогочасного життя українського суспільства була творчість Володимира Винниченка. Громадськості запам’яталися його твори «Краса і сила», «Голота», «Талісман», написані напередодні та під час революції 1905-1907років.
На початку 20 ст. в архітектурі утвердився новий стиль — модерн. До ознак модерну відносять декоративність, використання елементів різних стилів-попередників, збереження національного колориту, традицій народного мистецтва. Українські архітектори-модерністи сповідуючи еклектизм, прагнули поєднувати новітні технології з народними традиціями. Утвердження модерну збіглося з добою індустріалізації, відтак масштабним стає будівництво приміщень індустріального і громадського призначення — банків, бірж, театрів, народних будинків, клубів, пасажів, ринків, прибуткових будинків. У спорудах широко застосовують метал, скло, залізобетонні конструкції.
Нові технології будівництва істотно змінюють українські міста. Вулиці починають забудовувати відповідно до їхнього призначення — як магістральні, житлові, торговельні (тобто пасажі). Облаштовують алеї, газони. Проїзну частину вулиць вимощують бруківкою. З’являються вуличні гасові, газові та електричні ліхтарі, навіси для зупинок транспорту, скрині для сміття, інформаційні тумби тощо. У містах споруджують електростанції, водонапірні вежі, гаражі, санітарні очисні споруди.
Яскравими зразками українського архітектурного модерну, є «Будинок з химерами» архітектора В. Городецького та будівля Державного банку в Києві, збудована в 1902-1905 рр. за проектом архітекторів О. Кобелєва та О. Вербицького. До найвидатніших споруд палацової архітектури в Україні належать царський палац у Лівадії, збудований в 1910-1911 рр. у неоренесансному стилі архітектором М. Красновим. До кращих зразків архітектури модерну з неоренесансними рисами належить «Ластівчине гніздо», збудоване архітектором О. Шервудом 1912 року в Криму.
Одразу після розвалу Російської імперії та проголошення незалежності держави 1918 року, Україна досягла значних успіхів у галузі науки, освіти та культури. Універсалами Павла Скоропадського були створені Українська Академія Наук, українські університети — у Києві та Кам'янці-Подільському, 150 українських гімназій. Також вийшло друком кілька мільйонів примірників українських підручників; засновано широку мережу загальнокультурних закладів та установ (Національний архів, Національну галерею мистецтв, Національний історичний музей, Національну бібліотеку, Український театр драми та опери, Українську державну капелу, Державний симфонічний оркестр, тощо).